# Brawley
Brawley ist eine Stadt im Imperial County des US-Bundesstaats Kalifornien.
Das U.S. Census Bureau hat bei der Volkszählung 2020 eine Einwohnerzahl von 26.416 ermittelt. Das Stadtgebiet umfasst eine Fläche von 15,1 km² und befindet sich an den California State Routes 78, 86 und 111.
Sie wurde für Dreharbeiten zum Film Jarhead – Willkommen im Dreck benutzt.

## Demographie
Die Volkszählung von 2010 ergab eine Einwohnerzahl von 24.953. Damit vergrößerte sich die städtische Bevölkerung um knapp 3000; nach der Volkszählung von 2000 lebten 22.052 Menschen in Brawley. Die Mehrzahl der Bewohner besteht aus Latinos, mit 81 Prozent einer der höchsten Werte in den ganzen USA. Afroamerikaner und Asiaten sind Minderheiten und kommen zusammen nur auf ein gutes Prozent. Der Rest der Bevölkerung sind europäischstämmige Weiße. Die Anzahl der Haushalte belief sich bei der Volkszählung von 2010 auf 8231. Auf 100 Frauen kamen 94,3 Männer, während das Medianalter bei 30,2 Jahren lag.

## Söhne und Töchter der Stadt
- Howard Rumsey (1917–2015), Jazzbassist und Bandleader der „Lighthouse All Stars“
- Al McCandless (1927–2017), Politiker
- George Casey (1933–2017), Drehbuchautor, Filmproduzent und Filmregisseur